# Des Bleus en noir et blanc
Des Bleus en noir et blanc est la onzième histoire de la série Les Tuniques bleues de Lambil et Raoul Cauvin. Elle est publiée pour la première fois du no 1965 au no 1979 du journal Spirou, puis en album en 1977.
Dans cette bande-dessinée des Tuniques Bleues, Raoul Cauvin et Willy Lambil abordent le thème de la photographie (de l'époque).

## Résumé
Tout en participant aux habituelles charges du capitaine Stark, le Blutch et le Chesterfield sont chargés par le général Pumpkin d'une mission particulière : protéger un photographe de guerre, Mathew B. Brady, envoyé par le président Lincoln en personne. 
L'objectif de Brady est de prendre des photographies de la Guerre de Sécession, des soldats et des batailles, afin de rapporter un témoignage vivant et réaliste de ce conflit. À la suite de quelques incidents, Brady se retrouve blessé et incapable d'exécuter sa mission. Il est alors provisoirement remplacé par le caporal Blutch.
Après une journée de charges suicidaires, le sergent Chesterfield est ramené entre la vie et la mort. À la fin de sa convalescence, il se fâche avec Blutch, qui le quitte. Blutch se rend alors à Washington afin de devenir photographe professionnel en attendant que Brady soit soigné. 
Disposant de l'immunité présidentielle, Blutch provoque l'exaspération de Chesterfield, surtout quand ses photos lui valent une reconnaissance internationale. Exaspéré de voir ce qu'il considère comme un lâche et un trouillard recevoir les mérites et les honneurs du général Pumpkin, des autres soldats et des civils, Chesterfield mène une charge héroïque sur un coup de tête. Son but est d'impressionner le général Pumpkin et ses troupes. 
Contre toute attente, il parvient à détruire le camp de l'armée sudiste en attaquant par surprise, tandis que le colonel à leur tête est capturé. Mais c'est le capitaine Stark qui est récompensé pour ce triomphe. Écœuré, Chesterfield fait preuve d'insubordination envers le général Pumpkin. Il est sauvé de la cour martiale par Blutch, qui dévoile toute la vérité dans un reportage. 
Abraham Lincoln rend alors une visite surprise au général Pumpkin afin de décorer le sergent et de féliciter Stark. Au même moment, les Sudistes contre-attaquent. Confiants, les Nordistes, sur ordre du général Pumpkin, dressent une tribune, en ordonnant à l'infanterie et à l'artillerie d'assister au spectacle, laissant le soin à la cavalerie de charger. Le général Pumpkin souhaite impressionner le président Lincoln. 
Le capitaine Stark s'élance avec ses troupes, tandis que Blutch redevient caporal et participe à la bataille, Brady étant de retour. La bataille tourne au massacre pour les nordistes. Sans canonniers pour les couvrir, les cavaliers se font décimer par l'artillerie sudiste. Trois survivants, Stark, Blutch, et Chesterfield, sont piégés derrière les lignes ennemies, tandis que les Sudistes attaquent avec une vaste force de frappe, forçant l'armée nordiste à se replier dans la débandade la plus complète. 
Blutch, Chesterfield et Stark trouvent refuge dans la caravane de Brady, qui comporte également le Président Lincoln. Mais le capitaine Stark étant indiscret, ils sont repérés par les Sudistes. Les trois soldats se sacrifient alors pour sauver le Président et Brady. 
Le capitaine, le sergent et le caporal finissent enfermés dans un sinistre bagne, et apprennent plusieurs semaines plus tard, par la presse, qu'ils sont considérés comme morts, et sont décorés à titre posthume.

## Personnages

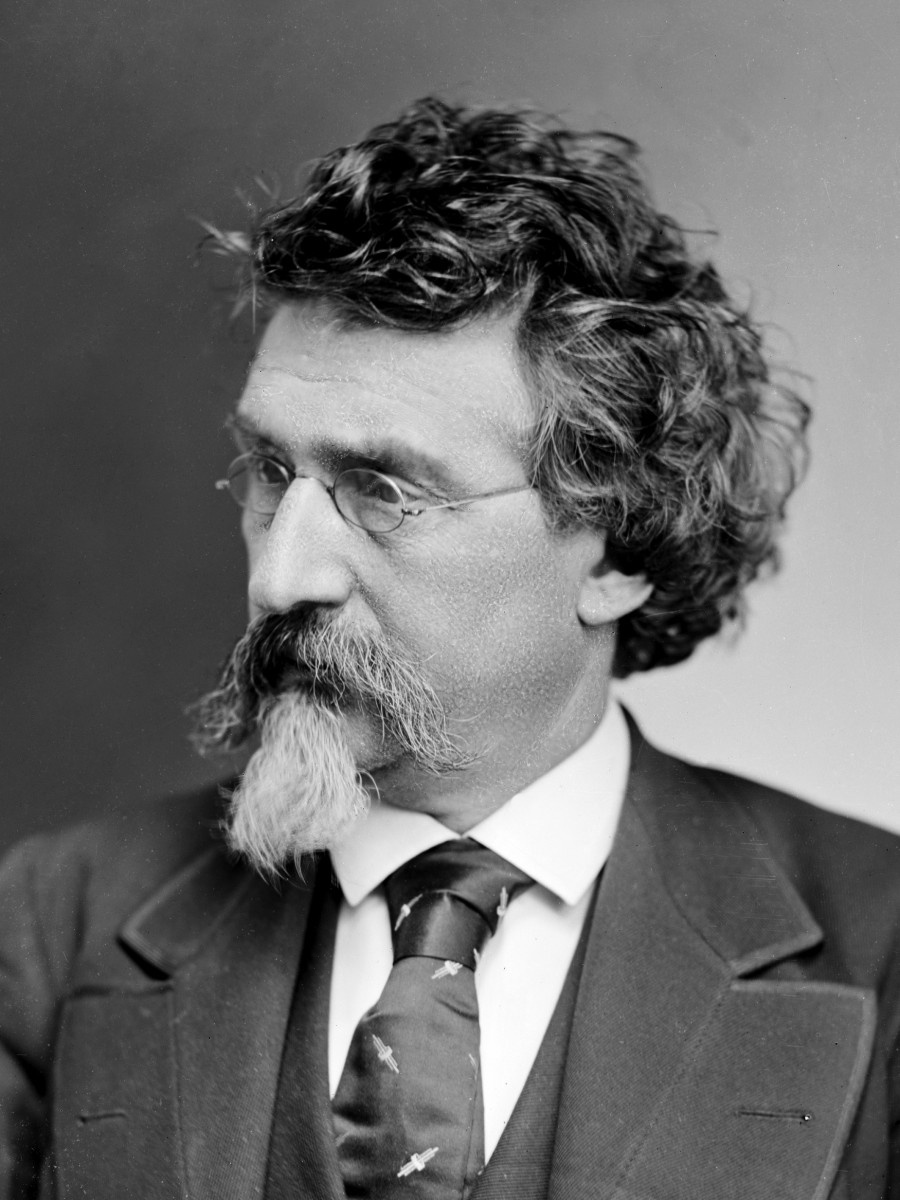
Mathew Brady

- Sergent Chesterfield : dans cet album, le sergent se comporte de manière héroïque en organisant une charge qui permet de remporter une victoire éclatante contre les Sudistes. Le sergent continue autrement à exaspérer ses officiers, multipliant les erreurs. On aperçoit toutefois l'intérêt qu'il porte à la gloire, et le dégoût qui s'empare de lui quand on lui ôte de manière injuste les honneurs qui lui reviennent de droit après avoir réussi une charge héroïque.
- Caporal Blutch : le côté prudent et peureux de Blutch est mis à l'avant. Il sait pertinemment qu'en tant que photographe, il peut éviter de participer aux charges suicidaires de Stark, et s'empresse donc de remplacer Brady, prenant de prudentes photographies, soit après la bataille, soit quand la cavalerie revient. Blutch n'est pas cependant un homme amoral, et s'avère assez choqué par les magouilles des officiers supérieurs, et leur mépris vis-à-vis des simples soldats. Il reste de même au chevet de Chesterfield quand ce dernier est dans le coma, ce qui témoigne d'un fort attachement entre les deux. C'est ici toute l'ambivalence entre ces deux personnages, qui, tout en essayant à chaque album de s'entre-tuer, veillent sur l'autre comme des frères entre eux.
- Capitaine Stark : aussi furieux que dans les albums précédents, Stark multiplie ici les charges sanglantes et suicidaires. Il charge ainsi à trois, ou multiplie les assauts durant toute la journée, sacrifiant tous ses hommes sans le moindre scrupule. Un autre côté du personnage se dégage toutefois dans cet album, c'est son attrait pour la gloire. Alors qu'on pourrait penser que rien d'autre pour Stark ne compte que les charges suicidaires, on réalise qu'être décoré n'est pas pour lui déplaire.
- Mathew Brady : ce personnage a réellement existé, et était bel et bien un photographe de guerre proche de Lincoln, l'un de ses favoris[1]. Dans cet album, Brady est un photographe légèrement suicidaire, qui ne craint pas le danger tant qu'il peut prendre ses photos, comme s'il se sentait éloigné du combat. Il fait néanmoins preuve de bon sens, par exemple en intercédant auprès de Blutch et de Chesterfield quand un officier supérieur souhaite prononcer une sanction disciplinaire à leur égard. Loin donc de dresser un portrait négatif du personnage, cet album reste assez neutre. On retrouvera son nom cité dans Puppet Blues.
- Abraham Lincoln : cet album peut se targuer de représenter des personnages hauts en couleur, puisque le Président américain en personne est présent. Affublé d'un énorme chapeau, Lincoln rend visite à ses soldats pour honorer le sergent Chesterfield en le décorant personnellement. Tout comme pour Mathew Brady, les auteurs n'ont manifestement pas eu l'intention de se moquer du Président, quoique sa fuite dissimulée dans une des caisses du chariot de Brady reste assez cocasse. Dans l'ensemble, Lincoln est décrit comme un Président avisé, avec des pointes de cynisme, notamment quand il considère préférer traiter avec des militaires, ceux-ci étant, contrairement aux civils, honorés par de simples mots. Contrairement à Brady (bien que cité dans Puppet Blues), Lincoln sera présent dans plusieurs autres albums.

## Analyse
De manière assez subtile, cet album montre une réalité pourtant assez terrible de la guerre, à savoir l'ingratitude de la société vis-à-vis des simples soldats. C'est ici le personnage de Chesterfield qui démontre cela. C'est une habitude dans la série des Tuniques bleues que de traiter de manière parodique et comique des sujets graves et qui touchent à polémique. Cet album évoque principalement ce sujet, où les soldats sont sans intérêt dans la hiérarchie militaire, à tel point qu'on trouve idiot de devoir les récompenser. On peut toutefois lire dans la bataille finale cette satire à propos de l'incompétence des officiers supérieurs, thème récurrent dans l'œuvre de Lambil.

## Historique

### Analyse historique
Le thème de cette bande dessinée est la photographie de guerre, pendant la guerre de Sécession. Le propos est très bien illustré dans cet ouvrage mais contient cependant plusieurs incohérences.
Mathew B. Brady, le photographe de guerre représenté dans cette bande dessinée, existait réellement. Il était effectivement envoyé sur des terrains de guerre par le président Lincoln pour en montrer l’atrocité. Le personnage de la BD lui ressemble d’ailleurs beaucoup physiquement.
Cependant, Mathew B. Brady n’était pas un photographe de guerre suicidaire, tenant à prendre des photographies des champs de bataille au péril de sa vie, comme la bande dessinée le montre.
Le métier de photographe de guerre, tel qu’il est présenté dans la bande dessinée, est bien différent de la réalité.
En effet, ce métier consistait à prendre des clichés de troupes et des terrains de batailles, avant ou après hostilités, mais jamais pendant la bataille. Au contraire, la BD nous montre des scènes dans lesquelles on observe Mathew B. Brady (et Blutch) occupés à photographier des combats entre confédérés et unionistes.
Dans la bande dessinée, l’appareil photographique représenté correspond bien à l’apparence réelle des appareils photographiques de l’époque : une chambre noire avec une ouverture pour faire entrer la lumière et une ouverture pour enregistrer cette lumière. Par contre, la poudre flash que le photographe brûle pour produire une lumière brève et intense qui rend la scène plus lumineuse et le cliché plus attrayant n'a été inventée par deux chimistes allemands qu'en 1887, c’est-à-dire 26 ans après la guerre de Sécession.

## Source
1. ↑  Biographie en anglais de Mathew Brady
2. ↑  « Histoire du flash photographique », sur vieilalbum.com (consulté le 3 novembre 2015)